# Jean Hupeau

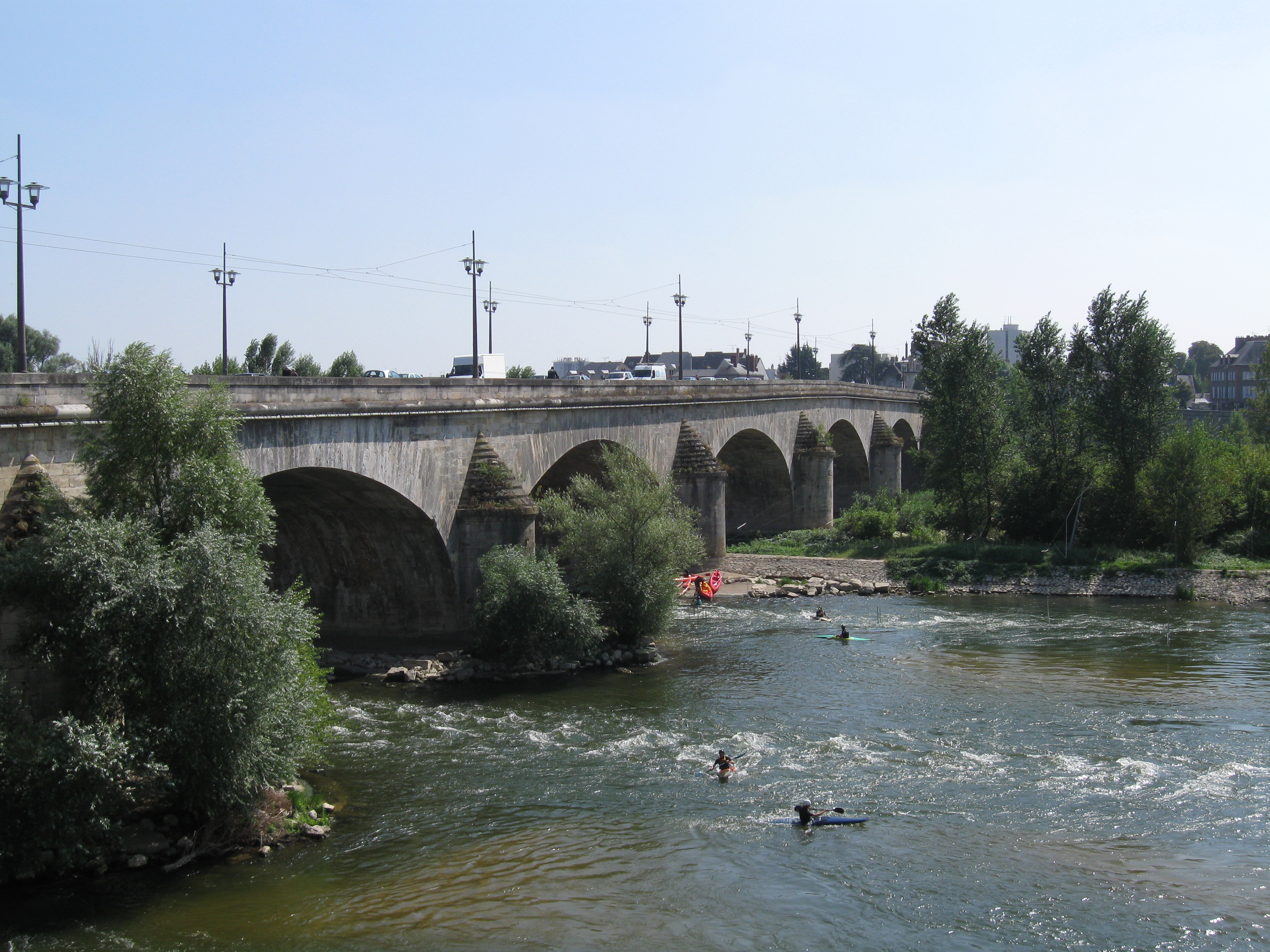
Il Pont Royal o ponte George V a Orléans

Jean Hupeau (1710 – Parigi, 10 marzo 1763) è stato un architetto e ingegnere francese noto per aver realizzato il ponte George V di Orléans.

## Biografia
Nel 1731 venne nominato ingegnere della généralité di Riom e poi di quella di Soissons. L'8 maggio 1742 venne nominato ispettore dei ponti e delle strade, e nel 1754, primo ingegnere in sostituzione di Germain Boffrand.
La sua arte venne riconosciuta e il 10 gennaio 1757 venne eletto all'Académie royale d'architecture.
Morì il 10 marzo 1763 a seguito di una lunga malattia e venne sostituito da Jean-Rodolphe Perronet a caso del Corps des Ponts et Chaussées.

## Opere
Nel 1750, redasse il progetto per il ponte di Orléans. Il ponte non venne costruito in rue de Recouvrance, ma a monte di 49 metri permettendo di tracciare, in perfetto allineamento, la Rue Royale con Avenue Dauphine. Il progetto del traffico è armonioso e si vede l'opera di un urbanista.
Per questo progetto succedette a Robert Pitrou, anche lui ispettore generale, già progettista dello stesso ponte. Egli mise in discussione il progetto precedente e propose un progetto più economico: un ponte a 9 archi anziché 11 e una lunghezza di 165 metri invece di 189.
Era un architetto che adattava perfettamente l'opera alla sua destinazione e al suo sito. Aveva il senso del piacere della vista, un piacere nato in gran parte dall'abitudine che lo portava a combinare armoniosamente i migliori progetti già visti. Per le rampe scelse il valore minimo, come aveva fatto Louis de Règemorte a Moulins. Il risultato finale è di grande nobiltà e semplicità, cosa che lo portò a rimuovere, durante l'esecuzione dei lavori, l'obelisco previsto nel progetto. I padiglioni e le facciate di Rue Royale, anche di sua mano, sono dello stesso stile classico.
Qualche anno dopo diresse la costruzione dei ponti di Joigny e Cravant sul fiume Yonne e di quelli di Montereau e Mantes sulla Senna.
Progettò, infine, il ponte di Trilport sulla Marna, un progetto di un ponte a tre archi bassi con luci di 26 metri, e i cui piloni formavano un angolo di 72 gradi con l'asse del ponte. Il progetto di Hupeau venne adottato in via preferenziale rispetto a un progetto di Perronet e i lavori vennero diretti da Chézy.
Poiché la consegna del ponte George V a Orléans doveva essere fatta un anno dopo l'inizio dei lavori, le difficoltà incontrate portano a un rinvio di due anni di questa scadenza. Così il costruttore Jean Hupeau, che morì il 10 marzo 1763 a Parigi, lasciò al suo successore il completamento del suo lavoro principale.